# Ліски (Корюківський район)
Ліски́ — село в Україні, у Менській міській громаді Корюківського району Чернігівської області. Населення становить 546 осіб. До 2016 року орган місцевого самоврядування — Лісківська сільська рада.

## Історія
На території села виявлені знахідки періоду зарубинецької культури – короноподібні прикраси, які датуються ІІ ст. до н.е. — ІІ ст. н.е.  Поки що це єдині зразки зарубинецької культури на території Східної Європи, де знайдено 4 екземпляри таких прикрас.
На мапі 1869 року на місці села кілька хуторів: Андрусів, Чайкін, Мирного. Отже засноване після 1869 року. На мапі 1941 року - хутора Ліски.
12 червня 2020 року, відповідно до розпорядження Кабінету Міністрів України № 730-р «Про визначення адміністративних центрів та затвердження територій територіальних громад Чернігівської області», село увійшло до складу Менської міської громади.
17 липня 2020 року, в результаті адміністративно-територіальної реформи та ліквідації Менського району, село увійшло до складу новоутвореного Корюківського району.

## Особистість
- Савенок Владислав Васильович (нар. 1959) — чернігівський журналіст і тележурналіст, письменник, фотограф, фоторепортер.